# Litigio
El litigio (del latín Litigio; en inglés, legal case) es un conflicto de intereses calificado y elevado a una autoridad jurisdiccional, por parte de un sujeto de derecho, con una intención o pretensión contra otro que manifiesta una resistencia o que se opone al planteamiento del primero, según como lo sugiere Francisco Carnal.
Algunos autores consideran que el concepto de litigio solo se aplica al procedimiento civil en los conflictos contractuales, y que en el proceso penal se debe utilizar el término controversia. Sin embargo, se ha avanzado en cuanto a esta idea, pues ahora, dentro de los procesos penales, se suele utilizar la acción civil o de resarcimiento de daños, lo cual da origen a la responsabilidad extra contractual.
El litigio suele ser sinónimo de juicio, es decir, el acto en el que las partes se encuentran debatiendo sus posiciones. Por ello, no debe confundirse con proceso judicial, lo cual es una serie de actividades jurídicas de carácter formal, encaminadas a resolver un litigio. Según el Diccionario de la lengua española, litigio y pleito pueden considerarse términos sinónimos. Litigar, derivado del latín “litigare”, significa “pleitear, disputar en juicio sobre algo”. A su vez, pleitear se define, con otras palabras pero idéntico sentido, como “contender judicialmente sobre algo”.
Antes de tomar la decisión estratégica de iniciar un litigio, conviene reflexionar sobre la viabilidad de la estimación de la concreta pretensión, pues el resultado del litigio puede acarrear graves consecuencias para la parte, especialmente la perdedora en el mismo.

## Elementos del litigio
- Conflicto: proviene del latín conflictus, que significa combate, lucha, pelea. Pero esta pugna o enfrentamiento es de carácter inter-subjetivo, esto es, el litigio no puede existir sin dos sujetos distintos. Esta acepción de sujetos abarca tanto a la personas físicas como a las denominadas jurídico-colectivas, quienes también pueden verse involucradas en algún litigio por afectarles su esfera jurídica o intereses por algún otro ente, ya sea de su misma naturaleza o persona física.[3]

- Interés: es la relación entre el ente que experimenta la necesidad y el acto para satisfacer, es decir, la actividad o conducta que despliega la persona que tiene una necesidad para procurársela. Es la posición favorable a la satisfacción de una necesidad. El interés se puede clasificar en inmediato y mediato, el primero de ellos se presenta cuando existen situaciones que sirven directamente a la satisfacción de una necesidad, y el segundo, se presenta cuando indirectamente dichas situaciones realizan ese fin. De igual manera existen intereses individuales y colectivos, los primeros se refieren a la situación favorable de un individuo en particular, por el contrario, los colectivos son aquellos que se originan respecto a varias personas.[3]

- Pretensión: la pretensión consiste en una manifestación de voluntad. La pretensión es algo que el titular del interés hace y no algo que tiene, es decir, la pretensión no solo no es derecho, sino que ni siquiera lo supone; la pretensión puede hacerse por quien tiene o no tiene un derecho, resultando por ello que sea fundada o bien infundada. La pretensión es el lado activo de la relación jurídica (litigiosa).[4]

- Resistencia: consiste en la negación de la subordinación del interés propio al ajeno, esta resistencia puede ser de dos tipos: 
  1. Se lesiona el interés y además el adversario discute la pretensión.
  2. Dicha resistencia sin discutir la pretensión, lesiona el interés. En el primer caso hablamos de pretensión discutida y en el segundo de pretensión insatisfecha.

- Partes: hemos manifestado que el conflicto de intereses es inter-subjetivo, por tal razón, solo son dos los sujetos (o entidades) del mismo, pero se aclara que esta afirmación no quiere decir que las personas interesadas en el litigio hayan de ser solo dos, porque no hay que confundir el sujeto del litigio con el hombre, porque el conflicto puede ser no sólo de intereses individuales sino colectivos, por esa razón, uno, o los dos sujetos del litigio pueden ser en lugar de un hombre, un grupo de ellos. En el ámbito procesal, a la persona que exige del órgano jurisdiccional al aplicación de una norma sustantiva a un caso concreto ya sea en interés propio o ajeno se denomina parte. A su vez puede hablarse de partes en sentido material y partes en sentido formal, con las primeras nos referimos a la persona o personas a quienes les afecta directamente la sentencia, y entonces se habla de actor y demandado. Por otro lado, al hablar en sentido formal nos estamos refiriendo a los representantes que actúan por otro, pero que de ninguna manera la sentencia afectará sus derechos en lo personal.[5]